# Turznica (Police)
Turznica (deutsch Forsthaus Arneburg) ist ein Wohnplatz in der polnischen Woiwodschaft Westpommern. Er bildet einen Teil der Gmina Police (Stadt- und Landgemeinde Pölitz) im Powiat Policki (Pölitzer Kreis).
Turznica liegt etwa 19 Kilometer nördlich von Stettin (Szczecin) und etwa 7 Kilometer nordwestlich von Police (Pölitz).
Vor 1945 bildete Forsthaus Arneburg einen Wohnplatz in der Gemeinde Königsfelde und gehörte mit dieser zum Landkreis Ueckermünde in der Provinz Pommern.